# Louis Franchet d'Espèrey
Louis Félix Marie François Franchet d'Espèrey [franše despérej] (25. května 1856 Mostaganem – 8. července 1942 Saint-Amancet) byl francouzský generál, který se účastnil první světové války. Velel dohodovým vojskům na soluňské frontě, pod jejímž tlakem došlo ke kapitulaci Bulharska a později i Osmanské říše. 29. září 1918 podepsal generál d'Espèrey za Dohodu příměří s Bulharskem.

## Život
Pocházel z alžírského Mostaganemu a vystudoval École spéciale militaire de Saint-Cyr. Sloužil v Indočíně, Maroku a v Číně během boxerského povstání.
Po vypuknutí první světové války se jako velitel prvního armádního sboru zúčastnil bitvy u Charleroi a jako velitel 5. armády i francouzského vítězství v první bitvě na Marně. V roce 1918 byl ze západní fronty převelen na Balkán, kde se stal vrchním velitelem dohodových vojsk na soluňské frontě. Díky společné ofenzívě francouzských, řeckých, britských, srbských a italských divizí došlo k porážce Ústředních mocností a k prolomení fronty. D'Espèrey podepsal 29. září příměří s Bulharskem, načež jeho jednotky postupovaly na Balkán, osvobodily Srbsko, Černou Horu, Albánii a před koncem války stály na hranicích Uher.
V roce 1919 vedl vojenský zásah proti Maďarské republice rad a v roce 1921 byl jmenován francouzským maršálem. Po smrti byly jeho ostatky uloženy v pařížské Invalidovně.